# Studentessa universitaria
Studentessa universitaria è un singolo del cantautore italiano Simone Cristicchi, pubblicato il 26 agosto 2005 come secondo estratto dal primo album in studio Fabbricante di canzoni.

## Descrizione
Il brano racconta la vita di una studentessa siciliana, trasferitasi a Roma per poter frequentare la facoltà di filosofia, che ripensa con dolce nostalgia al calore del proprio paese, al mare, agli amici anch'essi studenti fuori sede in altre città. Solitudine e malinconia da un lato, dall'altro l'immensa felicità di una gravidanza inattesa che cancellerà l'una e l'altra.
Con questo brano Cristicchi vince il festival Musicultura, aggiudicandosi anche la Targa della Critica.
La storia della protagonista del brano prosegue poi nel brano Laureata precaria, inserita nell'album Dall'altra parte del cancello.

## Video musicale
Il videoclip, diretto da Gaetano Morbioli e parzialmente girato all'Accademia di Belle Arti di Verona, segue in vari momenti la vita universitaria di una ragazza (interpretata da Valentina Correani). Nel corso del video Cristicchi interpreta diversi ruoli, che vanno da quello dell'uomo-sandwich (sul cui cartello è scritto il testo del brano) all'inserviente in mensa e in biblioteca.
Il video termina con la studentessa che, tornata nella propria stanza, è accolta dagli amici che le hanno organizzato una festa a sorpresa a cui partecipa anche Cristicchi, che vedendola le restituisce la sua foto da bambina (che le era caduta da un libro mentre correva fuori dalla biblioteca) con una modifica: vi ha disegnato un bimbetto riccioluto (chiara caricatura di Cristicchi stesso) che le dà la mano.

## Tracce
1. Studentessa universitaria – 3:52 (testo: Simone Cristicchi – musica: Simone Cristicchi, Francesco Musacco)
2. Questo è amore (duetto con Sergio Endrigo) – 3:14 (Sergio Endrigo)
3. Studentessa universitaria (strumentale) – 3:52 (musica: Simone Cristicchi, Francesco Musacco)

## Classifiche
| Classifica (2005) | Posizione massima |
| ----------------- | ----------------- |
| Italia            | 27                |